# Рыбоядная ночница
Рыбоядная ночница (лат. Myotis vivesi) — вид летучих мышей из рода ночниц (Myotis), выделяемый в монотипический подрод Pizonyx. Распространены в Мексике, преимущественно рыбоядны. Впервые были описаны французским натуралистом Анри Огюстом Менего в 1901 году.

## Описание
Является крупнейшей из ночниц Нового Света. Имеет длинные крылья, размах которых достигает 40 см, и острые когти. Питается морскими рыбами и ракообразными, эпизодически — насекомыми. Во время охоты может отдаляться от берега на несколько километров, а в случае необходимости пить морскую воду. Беременность длится 55—65 дней, в результате появляются на свет детёныши весом около 6 грамм.

## Распространение
Ночницы этого вида живут только в Мексике, в районе Калифорнийского полуострова и Калифорнийского залива, в том числе маленькая популяция — на внешнем, тихоокеанском, побережье (штаты Нижняя Калифорния и Сонора). Предпочитают небольшие острова недалеко от берега. Селятся в пещерах или под камнями, свои жилища иногда делят с морскими птицами.